# 京投交通科技
京投軌道交通科技控股有限公司 ，简称京投交通科技（英語：BII Railway Transportation Technology Holdings Company Limited，港交所：1522），原名中國城市軌道交通科技控股有限公司，簡稱中國城市軌道交通科技控股、中國城市軌道交通科技、中國城市軌道科技（英語：China City Railway Transportation Technology Holdings Company Limited），主要股東為北京市基礎設施投資有限公司。
主要業務在香港和中國內地經營軌道交通科技，以及交通系統提供解決方案，總部位於香港皇后大道中183號中遠大廈44樓4407室，主席為田振清先生，行政總裁為曹瑋先生。
該股份2012年5月16日於香港交易所創業板上市，當時代碼為8240.HK，發行股份為200,000,000股，招股價1港元，而在首天收盤報0.73港元，較招股價降了27%。

其後在2013年12月5日轉在主板上市。2017年8月25日该公司更名为“京投軌道交通科技控股有限公司”。

## 連結
- 京投軌道交通科技控股有限公司 （页面存档备份，存于）